# Јунђито (Авелино)
Јунђито је насеље у Италији у округу Авелино, региону Кампанија.
Према процени из 2011. у насељу је живело 47 становника. Насеље се налази на надморској висини од 192 м.